# Колективизъм
Колективизмът е морална позиция, политическа философия, идеология или социална перспектива, която подчертава значението на груповите самоидентичности, цели, права, приходи и т.н.-и анализира проблемите в контекста или в рамките на тези понятия и разбирания.